# Melanezija
Melanezija (grč. μέλας crn, νῆσος otok), zajednički naziv za otočne skupine u srednjem i jugozapadnom dijelu Tihog oceana. Obuhvaća tri skupine otoka: Novu Gvineju i susjedne otoke; južnu Melaneziju, koja se sastoji od Salomonskih Otoka, Novih Hebrida (Vanuatu), Nove Kaledonije, otoka Loyauté i D'Entrecasteaux, arhipelaga Louisiade, otoka Banks, Torres i Santa Cruz; otočne skupine Fiji, na granici Polinezije i Mikronezije. Tropska i vlažna klima karakteristična je neznatnim kolebanjima temperature. Razvijene su tropske kišne šume. Trgovina koprom, kavom, pamukom. Izvoz kromove i niklene rude iz Nove Kaledonije.
Melanezija se, dakle, prostire od zapadne granice Istočnog Pacifika do Arafurskog mora, sjeverno i sjeveroistočno od Australije. Naziv Melanezija prvi je upotrijebio Jules Dumont d'Urville 1832. godine kako bi označio etničko i geografsko grupiranje otoka koji se razlikuju od Polinezije i Mikronezije. Današnja d'Urvilleova rasna klasifikacija smatra se nepouzdanom jer zasjenjuje melanezijsku kulturnu, lingvističku i genetičku raznolikost. Najvažnije je da ovaj termin spaja dvije prilično različite grupe, Austronezijce i Papuance (koji se međusobno sastoje od brojnih različitih grupa).

## Narodi
Izvorni stanovnici Melanezije vjerojatno su bili predci današnjih ljudi koji govore papuanski. Smatra se da su se ti ljudi naselili na Novoj Gvineji prije nekoliko desetaka tisuća godina, a na melanezijskim otocima najmanje prije 35,000 godina (prema radioaktivnom datiranju). Izgleda da su naselili Melaneziju istočno sve do glavnih otoka Salamunovih otoka (tj. uključujući San Cristobal), a možda i do nekih istočnijih otočića.
Upravo su u Melaneziji (posebice duž sjeverne obale Nove Gvineje i na otocima sjeverno i istočno od Nove Gvineje) austronezijski ljudi došli u kontakt s prethodno naseljenim stanovništvom, čiji potomci danas govore papuanski, vjerojatno prije četiri tisuće godina. Čini se da je ondje dugotrajna interakcija rezultirala u mnogim kompleksnim promjenama u genetici, jezicima i kulturi. Iz ovoga je područja vjerojatno vrlo malena grupa ljudi otputovala na istok gdje su postali osnivači polinezijskog naroda.
Države Fidži, Papua Nova Gvineja, Solomonski Otoci, Vanuatu i Nova Kaledonija (pod francuskim suverenitetom) smatraju se dijelom Melanezije, jer se time odražava njihova zajednička kolonijalna povijest i zajednički regionalni položaj. Ta područja formiraju jezgru moderne melanezijske regije. Susjedni otoci u ostalim zemljama smatraju se melanezijskom periferijom (vidi dolje).

## Smještaj
Sljedeći otoci i otočne skupine tradicionalno se smatraju dijelom Melanezije:
- Bismarckov arhipelag
- Fidži
- Molučki otoci
- Nova Gvineja
- Nova Kaledonija
- Otoci Toressova prolaza
- Salamunovi Otoci
- Vanuatu

Otoci čiji su stanovnici miješanog podrijetla i koji se nužno ne samoidentificiraju kao melanezijski:
- Flores
- Nauru
- Sumba
- Timor
- Tonga

Neki otoci zapadno od Nove Gvineje poput Halmahere, Alora i Pantara ponekad se ubrajaju u definiciju Melanezije, iako ljudi u tom području ne koriste taj termin.

## Vanjske poveznice
- Karta Južnog Pacifika  Arhivirana inačica izvorne stranice od 16. ožujka 2005. (Wayback Machine)
- Južnopacifički organizator  Arhivirana inačica izvorne stranice od 5. prosinca 2006. (Wayback Machine)
- Polinezijski korijeni: Uvid u Y kromosom  Arhivirana inačica izvorne stranice od 11. kolovoza 2003. (Wayback Machine)
- Nezavisne povijesti ljudskog kromosoma Y u Melaneziji i Australiji  Arhivirana inačica izvorne stranice od 20. siječnja 2004. (Wayback Machine)
- Stranica o zapadnoj Melaneziji  Arhivirana inačica izvorne stranice od 8. veljače 2006. (Wayback Machine)